# 費奧多西亞反北約抗議活動
費奧多西亞反北約抗議活動於2006年5月至6月間發生於克里米亞自治共和國費奧多西亞，由北約反對者舉行，其中多半是親俄社會和政治活動家在俄羅斯聯邦領導層和當時反對黨地方黨派地區黨、烏克蘭進步社會黨和烏克蘭共產黨等組織。

## 背景
自1997年以來，北約和平夥伴關係計劃每年於黑海舉行海風演習。2006年海風演習（Sea Breeze 2006）原定於7月16日開始，但由於抗議活動而被推遲。
根據拉祖姆科夫中心2002年的民調，32%的烏克蘭人支持加入北約，32.2%反對。

## 事件經過

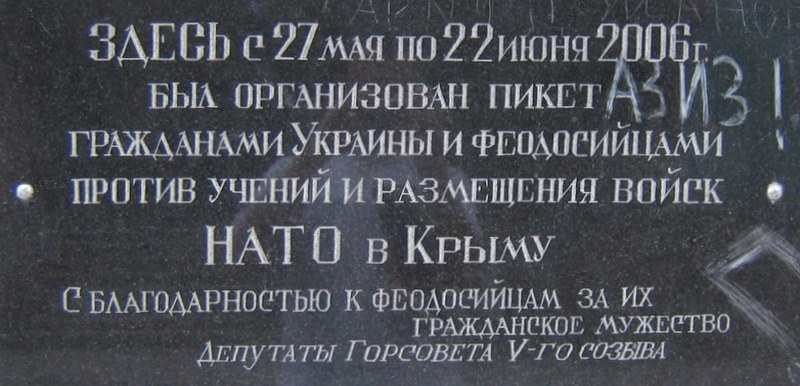
反北約事件的紀念碑，位於費奧多西亞

2006年5月27日，美國貨船優勢號（Advantage）停泊在費奧多西亞，帶來烏克蘭海軍舊克里木訓練基地的材料和裝備。而後烏克蘭進步社會黨黨首娜塔莉亞·維特連科號召大約100人開始抗議，喊著「克里米亞沒有北約！」（俄语：Крым — без НАТО!）的口號、舉著標語，並闖入港口大門。克里米亞內政部表示民眾阻礙交通以及焚燒美國國旗已違反烏克蘭刑法，將提起訴訟。
5月29日，費奧多西亞居民在地區黨、烏克蘭進步社會黨和克里米亞俄羅斯共同體當地分會的動員下，在港口舉著俄語的反北約標語，並阻擋美國貨船。當日克里米亞各地代表舉行集會，費奧多西亞市長宣布決定召開反對北約的市議會特別會議，而代表們一致決定費奧多西亞為「非北約領土」，並不允許北約部隊駐紮。37名市議會代表簽署文件，抗議費奧多西亞的北約軍隊。
6月6日，克里米亞自治共和國最高拉達跟進此一決議，宣布克里米亞為非北約領土，78名代表中，有61人投了贊成票，4人棄權，13人未參加投票，0人反對。
6月12日，所有美軍離開烏克蘭領土。